# Shugakuin-Villa

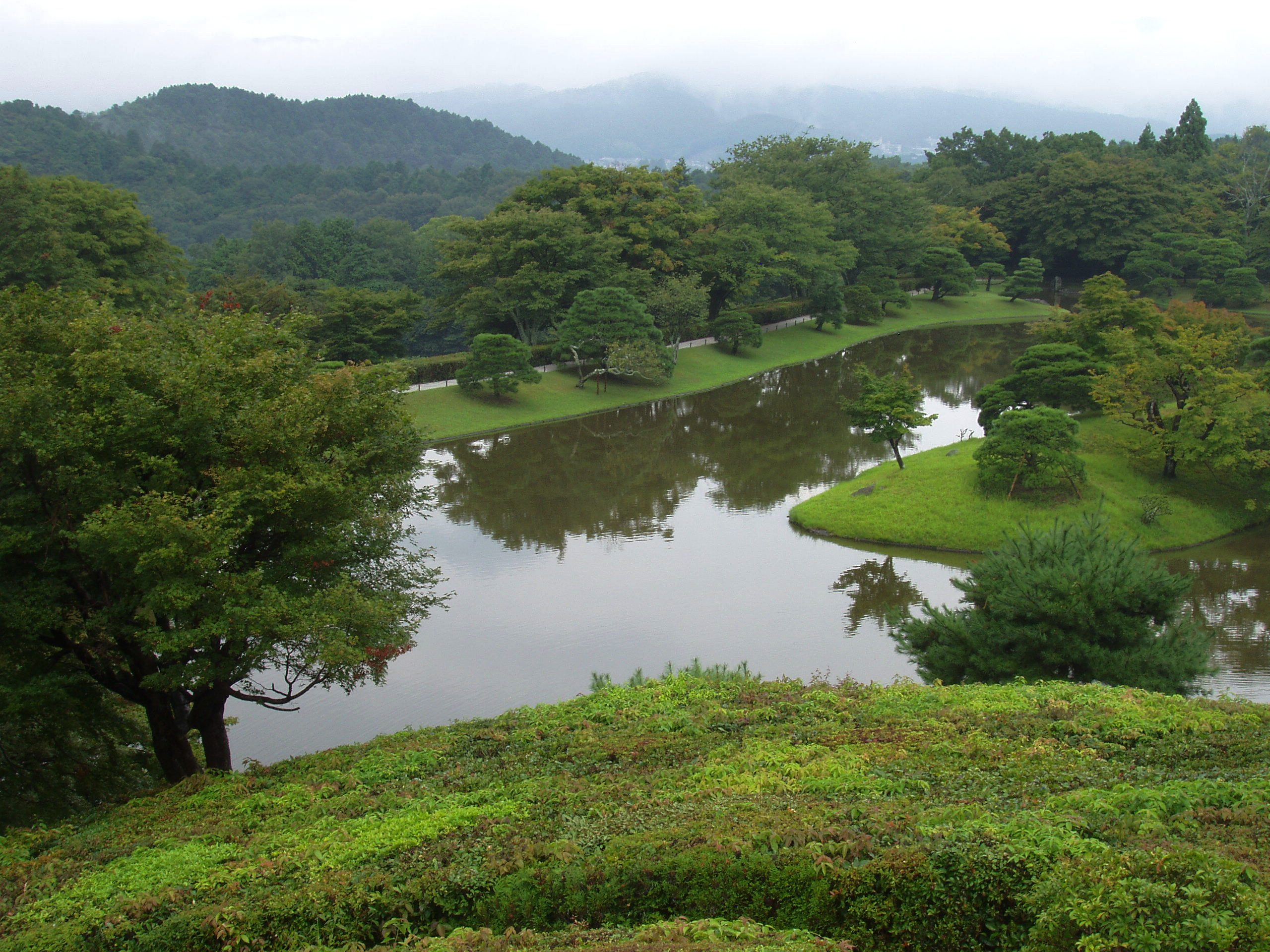
Blick auf den Drachenbad-Teich

Die Shugakuin-Villa (japanisch 修学院離宮, Shugakuin rikyū) ist eine Residenz- und Gartenanlage am Fuße des Berges Hiei am Nordrand von Kyōto. Die Villa ist, wie die Gärten der kaiserlichen Katsura-Villa und des Sentō-Palastes, auf Antrag beim Kaiserlichen Hofamt, Büro Kyōto, zugänglich.

## Geschichte
Am unteren Westhang gab es bereits in der Heian-Zeit einen Tempel, der aber in der Muromachi-Zeit dem Verfall anheimfiel. 1655 beschloss Kaiser im Ruhestand Go-Mizunoo (後水尾上皇) nach seinen Plänen Teehäuser in einem ausgedehnten Gelände am unteren Westhang des Berges Hiei zu errichten, die 1659 als (heute sogenannte) „Obere und Untere Villa“ (上・下離宮 Kami-/Shimo-rikyū, offiziell: 上・下御茶屋, Kami-no- bzw. Shimo-no-ochaya, dt. „Oberes bzw. Unteres Teehaus“) fertiggestellt wurden. Zusammen wurde die Anlage auch „Shugakuin sansō“ genannt. Später wurde eine Residenz für Prinzessin Ake, der Tochter des Kaisers, das Ake no Miya Gosho (朱宮御所) erbaut, zu der dann ein Tempel mit dem Namen Rinkyū-ji gehörte. Die Prinzessin war schließlich Nonne geworden und betete für die Seele ihres Vaters. Diese Anlage kam 1885 als „Mittlere Villa“ (中離宮 Naka-rikyū, offiziell: 中御茶屋, Naka-no-ochaya) zum Kaiserlichen Hofamt. Der Teich unterhalb der Oberen Villa entstand durch Bau eines Dammes, der Bergwasser sammelte. Auch wurde Wasser vom Otowa-Flüsschen abgeleitet, um Wasserfälle herzustellen. Um den Teich, der den Namen „Drachenbad-Teich“ (浴龍池 Yokuryūchi) erhielt, wurden Wege und Pavillons angelegt. Im Unterschied zur Katsura-Villa gab es hier nie größere Gebäude, und auch die Gartenanlage ist hier naturnäher als bei jener.
Shūgakuin ist bekannt für zahlreiche Steinlaternen in ungewöhnlicher Form, darunter eine „christliche“ (キリシタン燈籠) vor dem Kayuden.

## Untere Villa
Man betritt die Gesamtanlage durch das Außentor (総門), passiert das Onarimon (御成門) und erreicht das
- Jūgetsukan (寿月観). Es ist 12 Tatami[Anm. 1] groß und im Sukiya-Stil erbaut. Die Schiebetüren sind von Ganku und Hara Saichū, Künstlern der späten Edo-Zeit, bemalt. Daneben befindet sich das
- Teehaus Zōroku-an (蔵六庵). Diesen Namen zeigt ein Schild am Giebel, aber es war ursprünglich der Name für ein anderes Gebäude in der Nähe, das Warteraum für Bedienstete war. Das Teehaus ist nur 5-Tatami groß.

Die Untere Villa erhält ihr Bachwasser von der Oberen Villa.

## Mittlere Villa
Die Anlage der südlich gelegenen Mittleren Villa wird durch das Vordertor (表御門) betreten, dem wieder ein Onarimon folgt. Neben dem Rinkū-ji befinden sich dort zwei Gebäude:
- Rakushi-ken (楽只軒)  ist das erste Gebäude, das 1668 für Prinzessin Ake erbaut wurde. Der Teich vor dem Rakushi-ken wird vom nahen Otowa-Flüsschen gespeist. Nach Süden ist das Gebäude mit einer Veranda ausgestattet, die sich über die ganze Breite des Hauses erstreckt, hinter dem es einen weiteren Garten gibt. Der erste Raum enthält eine Nische, die von Kanō Tanshin ausgemalt wurde. Die Malerei stellt die Kirschblüte von Yoshino dar. Auch der zweite Raum ist von Tanshin ausgemalt, wobei hier der bekannte Tatsuta-Fluss mit Ahornbäumen dargestellt ist.

- Kyakuden (客殿) ist ein Gebäude zum Empfang von Gästen. Ursprünglich zur Residenz der Kaiserin Tofufukumon-in gehörend, wurde es nach ihrem Ableben hierher überführt. Das Gebäude hat ein Irimoya-Dach, das mit dicker Baumrinde (栩葺 tochibuki) gedeckt ist. Der erste Raum, den man betritt, ist das Ni-no-ma, dessen Schiebetüren von Kanō Hidenobu ausgemalt wurden. Der zweite Raum, Ichi-no-ma, weist im Shōin-Stil eine Wand mit einer Schmucknische für Rollbilder und Blumen aus und daneben eine breite Regalwand mit versetzten Regalen. Deren Hintergrund ist mit acht Gedichten verziert, die die „Acht Ansichten“ von dieser Villa aus besingen. Diese Regalwand zählt mit denen in der Katsura-Villa und im Sampōin des Daigo-ji zu den „Drei bedeutenden Regalen“ (天下御棚 tenka no sampō).
- Rinkyū-ji (林丘寺): Dieser kleine Tempel wird über einen Seitenweg unterhalb der Mittleren Villa erreicht und ist über ein Tor zugänglich. Neben der Haupthalle gibt es eine kleine Residenz und die Gedenkhalle für die Gründerin.

## Obere Villa
Über eine Allee, die mit Kiefern bepflanzt ist, wird die Obere Villa erreicht, die von der Fläche her Dreiviertel der Villenanlage umfasst und an Bedeutung die andren beiden Villen übertrifft. Zunächst wird wieder das Onarimon passiert, dann sieht man den großen Teich und einige Gebäude.
- Der Drachen-Badeteich (浴龍池) umschließt drei Inseln, von denen die Mittelinsel mit der Ahorn-Brücke und der Erdbrücke mit der Umgebung verbunden ist. Die kleine Insel im Norden hat ihren Namen Miho (三保島) von einem geschwungenen Küstenstreifen in der Präfektur Shizuoka, der für seine Kiefern berühmt ist. Von der Mittelinsel führt die aufwändig gebaute Tausend-Jahre-Brücke (千歳島 chitoseshima) zur benachbarten kleineren Insel Banshō-shima (万松島).  Diese Brücke wurde erst 1824 gebaut, als Shōgun Tokugawa Ienari Mittel für Reparaturen bereitstellte. Die überdachte Brücke weist an ihren Enden zwei verschieden gestaltete Dächer auf: auf der Inselseite wird das Dach von einem vergoldeten Phönix gekrönt, auf der anderen Seite ist das Dach, unter dem sich Sitzgelegenheit befindet, einfacher gestaltet.
- Rinun-tei (隣雲亭) ist das Hauptgebäude, 1824 ähnlich dem Vorgängerbau wieder errichtet. Eine schmale Veranda umgibt die Vorderseite des sechs Tatami und des drei Tatami großen Raumes. An der Nordseite befindet sich ein freier Vorbau, von dem aus man das Rauschen des nahen „männlichen Wasserfalls“ (雄滝 odaki) hören kann. Das führte wohl zu dem Namen dieses Vorbaues, „Gedichte-Wasch-Podest“  (洗詩台 Senshi-dai). Die gesamte Außenfront besteht aus mit Papier bespannten Schiebetüren.
- Kyūsui-ken (窮邃亭) befindet sich auf der Mittleren Insel des Drachenbad-Teiches; der Pavillon ist über die Ahorn-Brücke zu erreichen. Es ist das einzige Gebäude der Oberen Villa, das unverändert aus der Gründungszeit stammt, wenn man von den gründlichen Ausbesserungen 1824 absieht. Der Pavillon ist von quadratischem Grundriss ist es mit großen Ziegeln, die ein Chrysanthemen-Muster zeigen und wird mit einem „Perlenkopf“ (宝珠頭 hōjugashira) gekrönt.

## Bilder

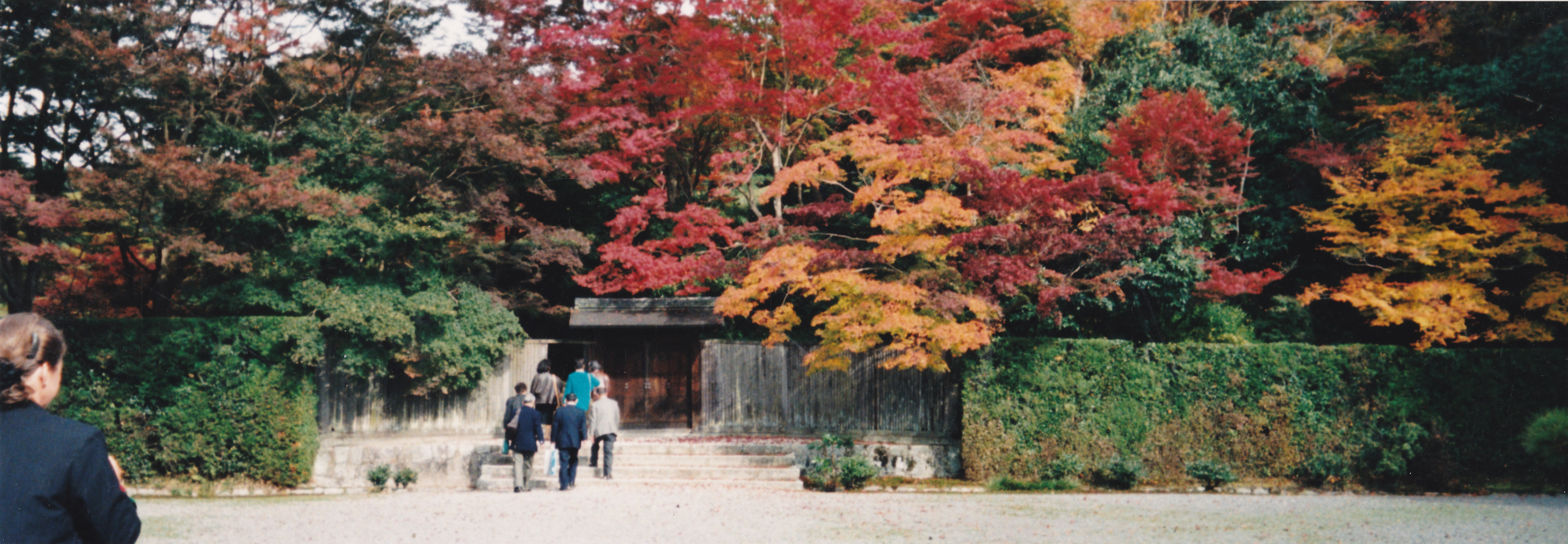
Vor dem Tor der Oberen Villa
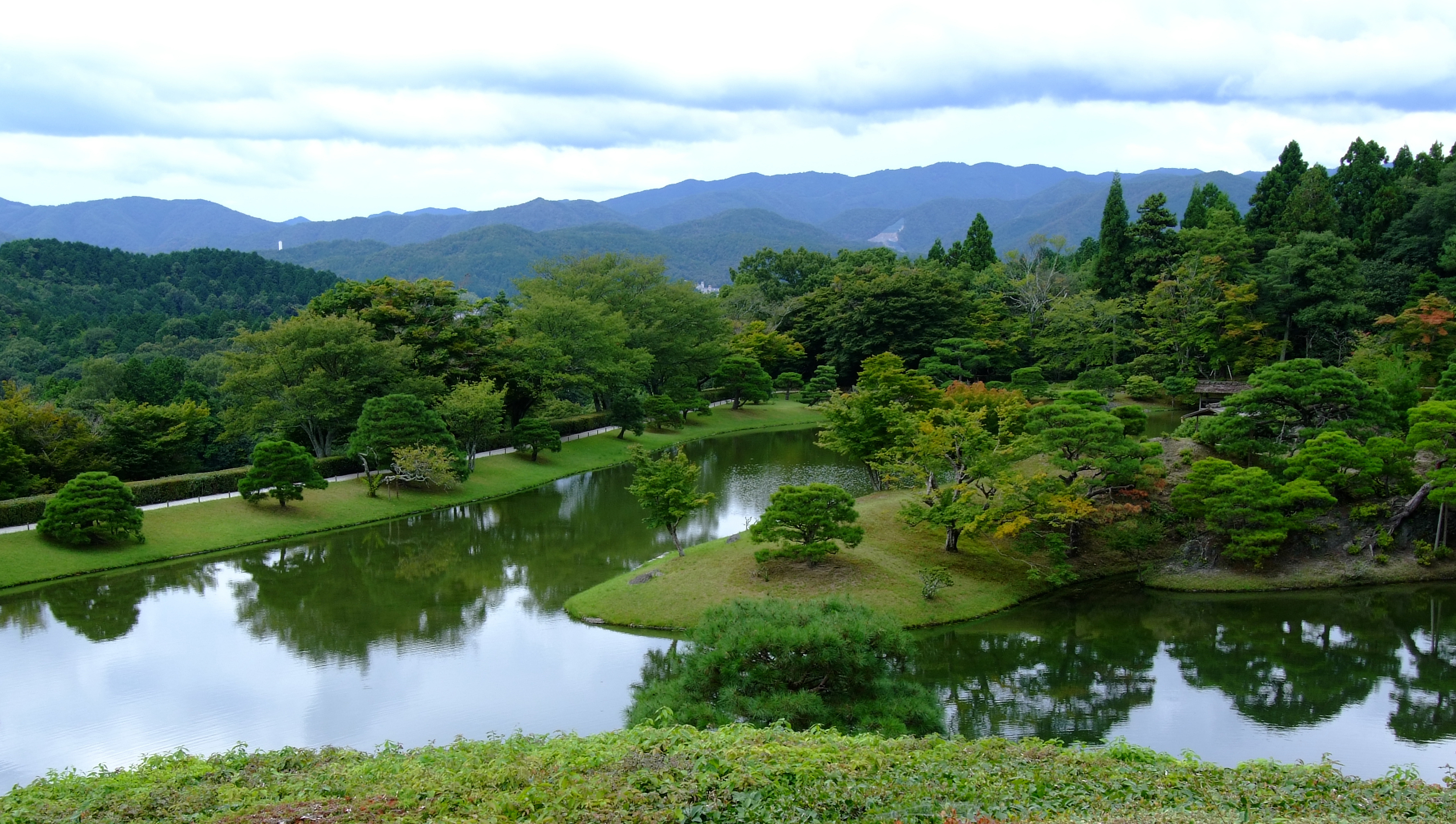
Obere Villa, Blick auf den Drachenbad-Teich
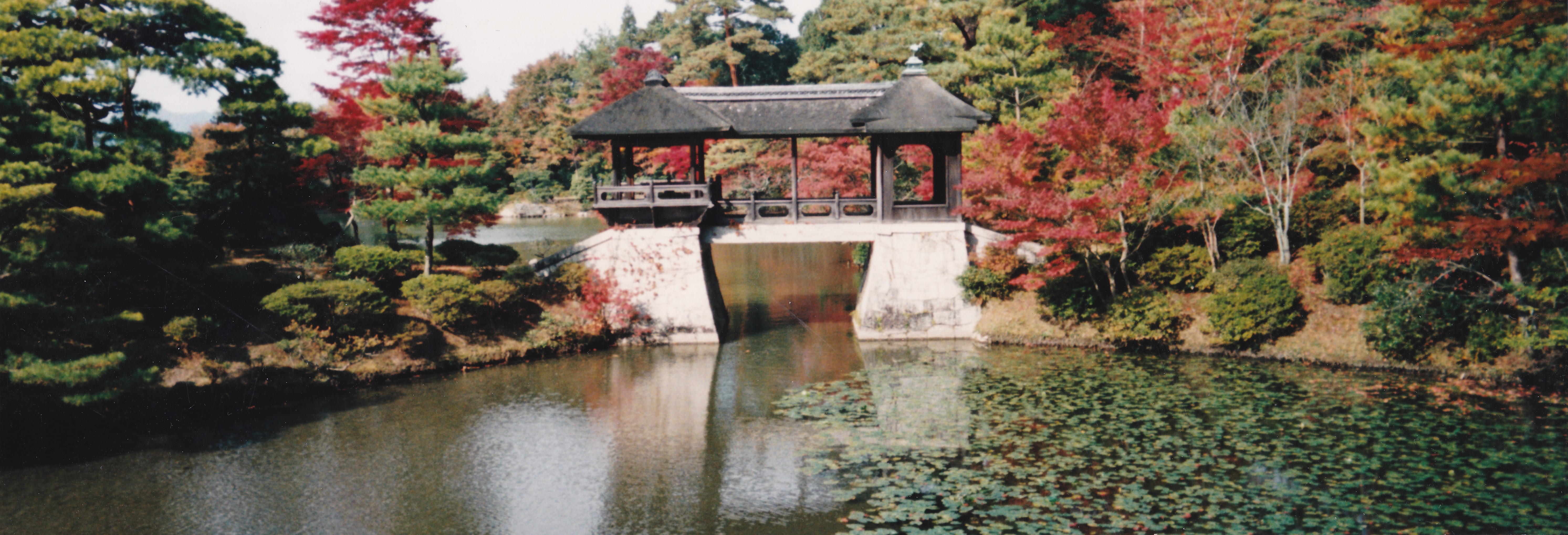
Obere Villa, Chitose-Brücke

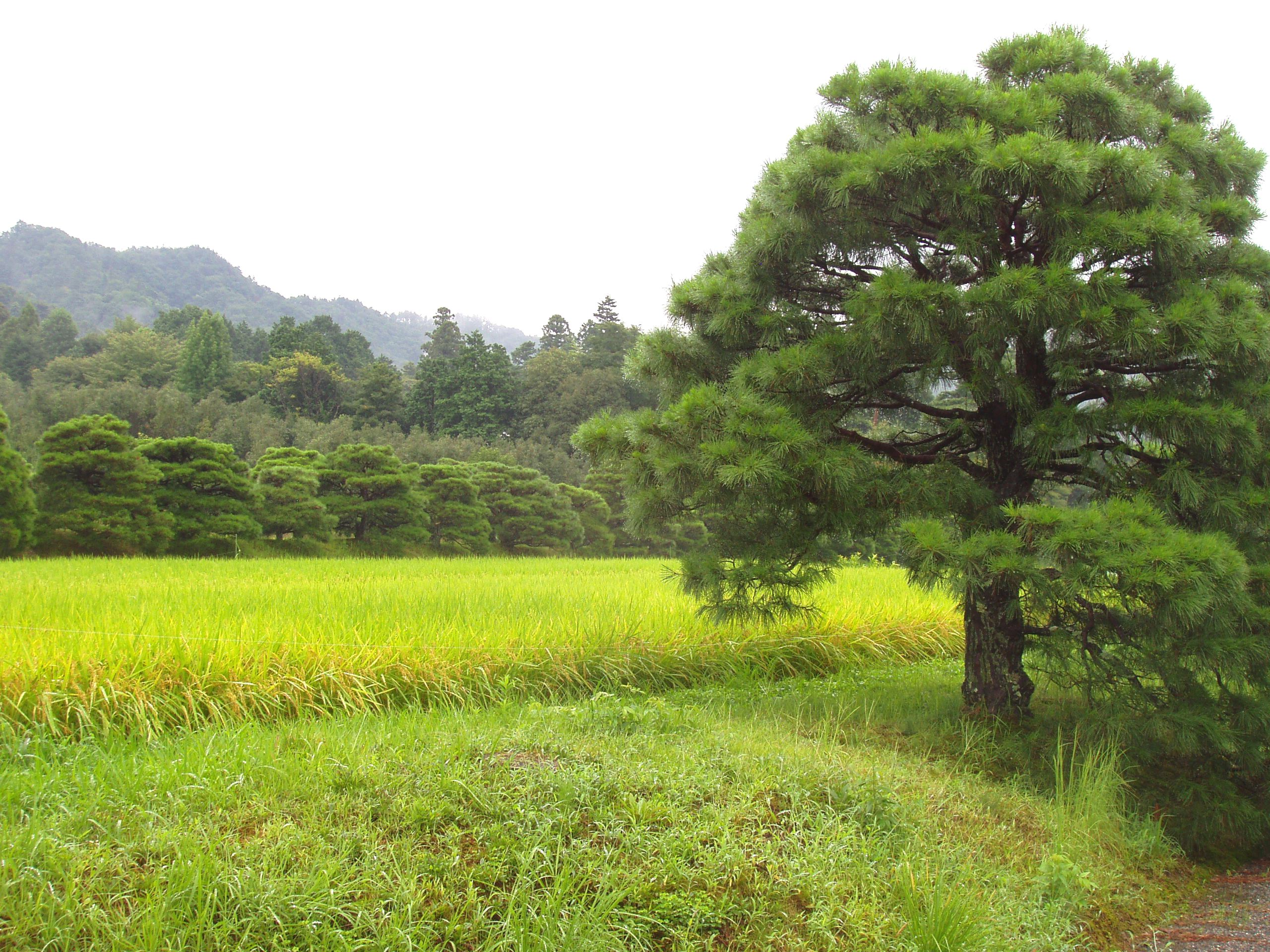
Blick auf die Kiefern-Allee und Felder
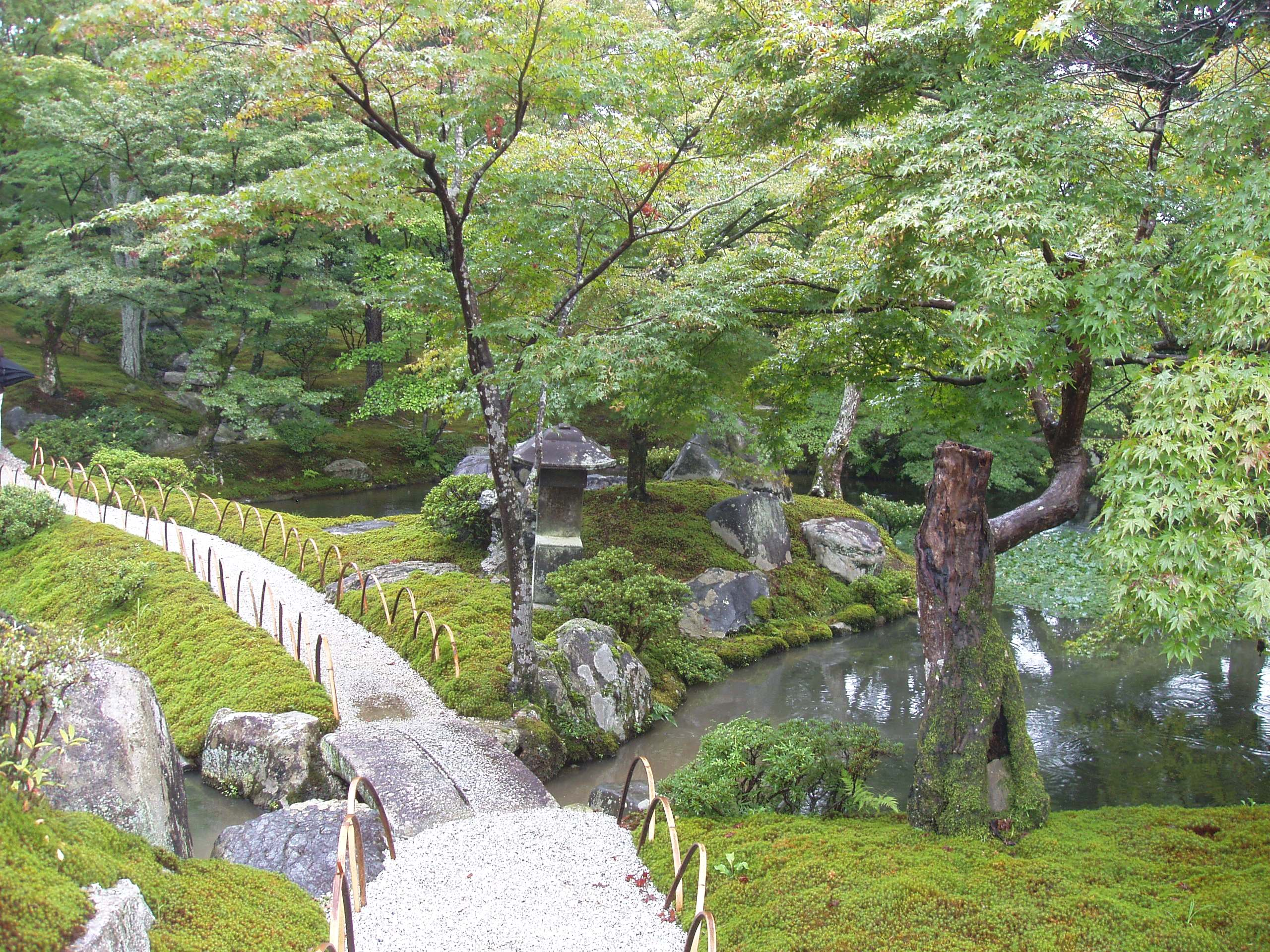
Untere Villa, Garten, in der Mitte Ärmel-Steinlaterne (袖形燈籠 sodegata tōrō)
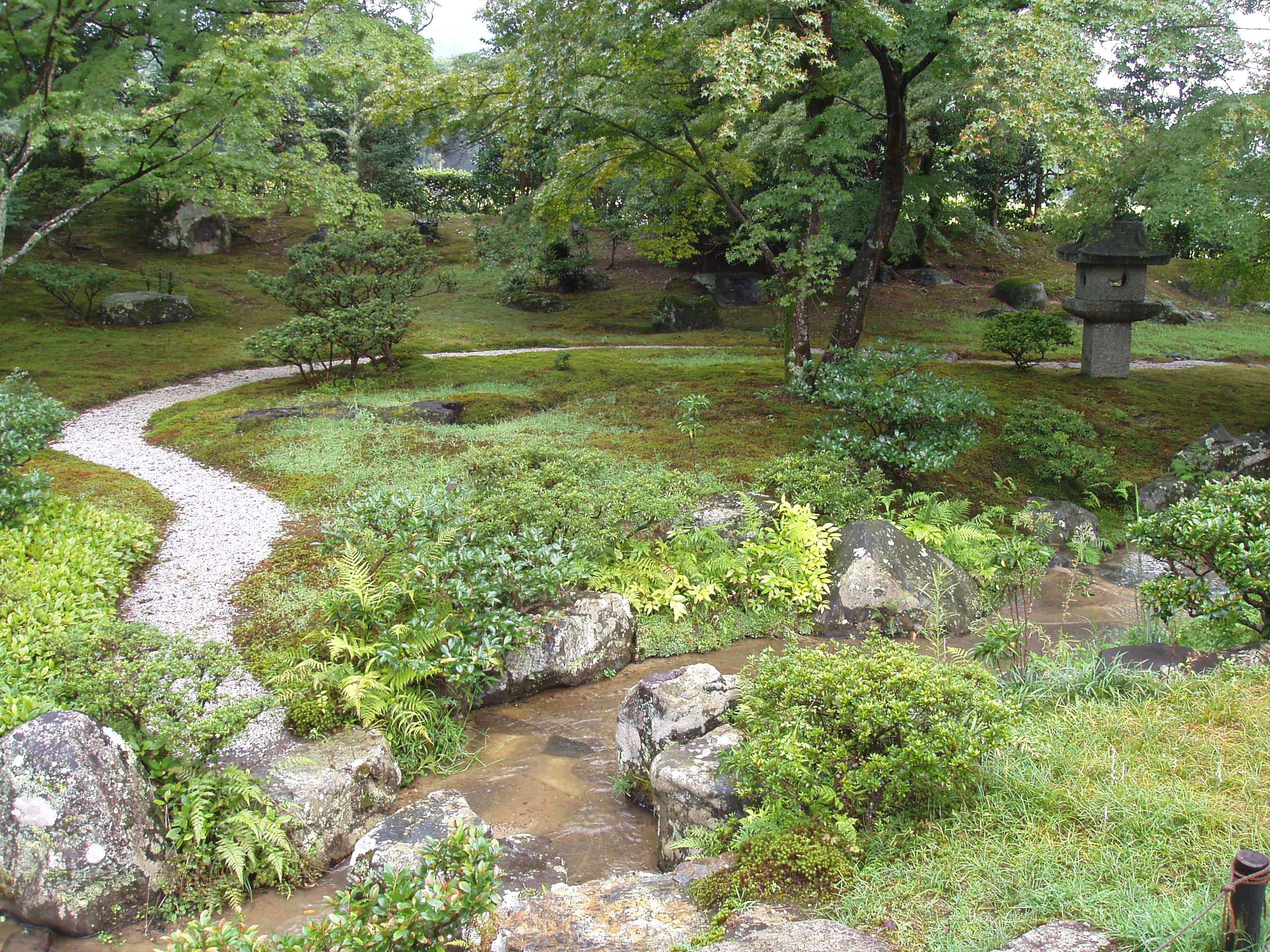
Untere Villa, rechts Ausguck-Steinlaterne (櫓形燈籠 yagura tōrō)
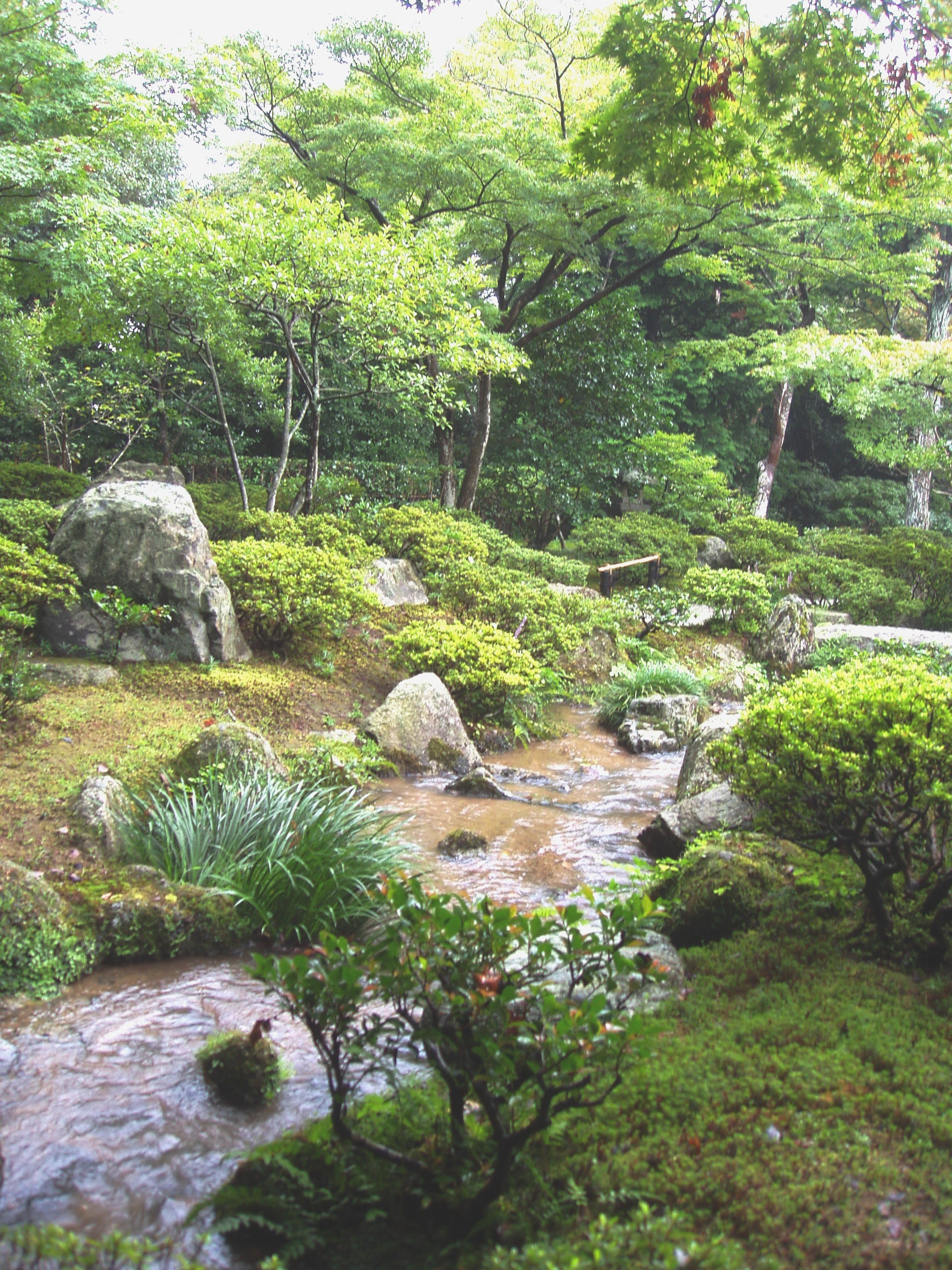
Mittlere Villa, Garten
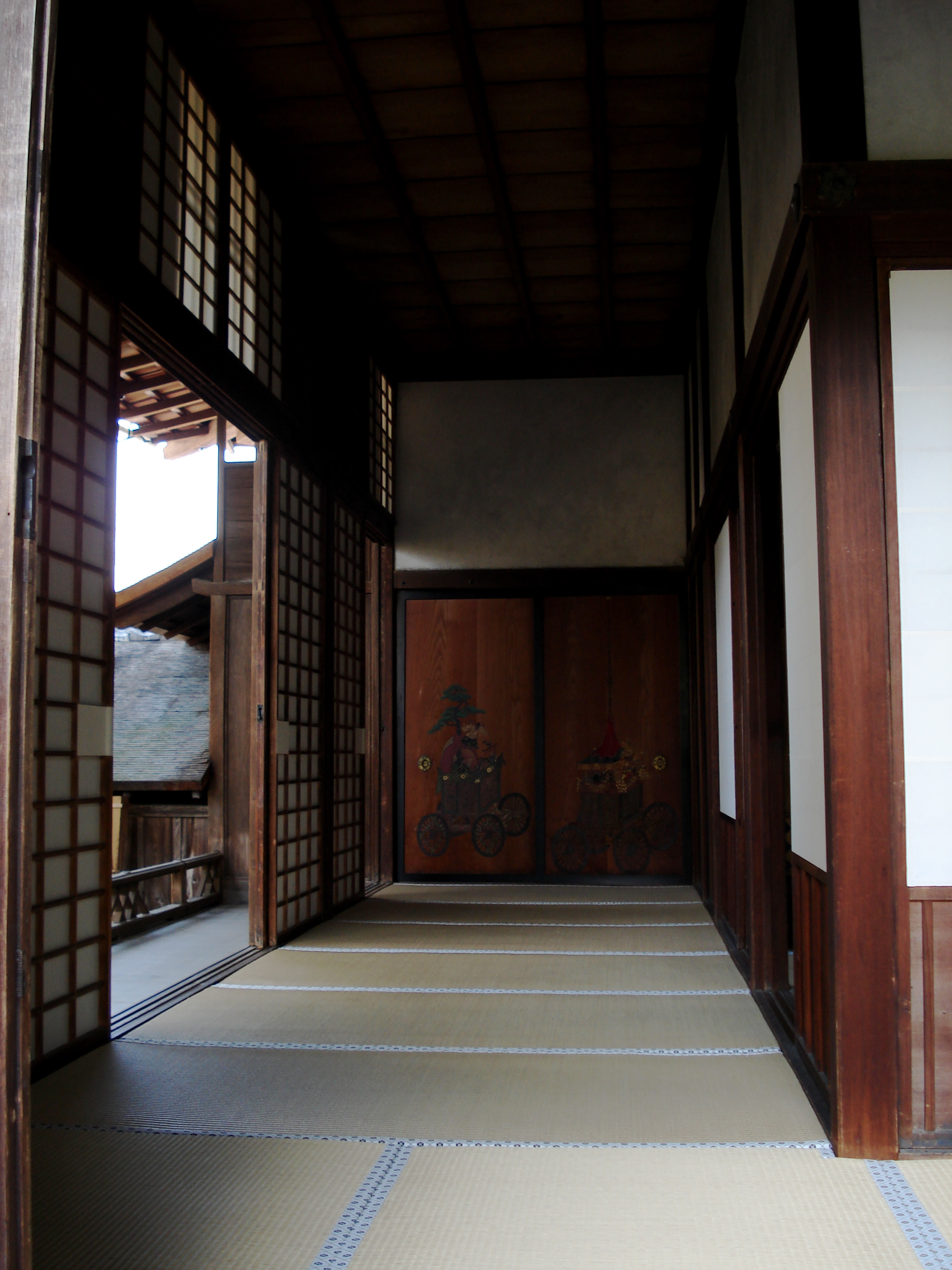
Mittlere Villa, im Kyakuden
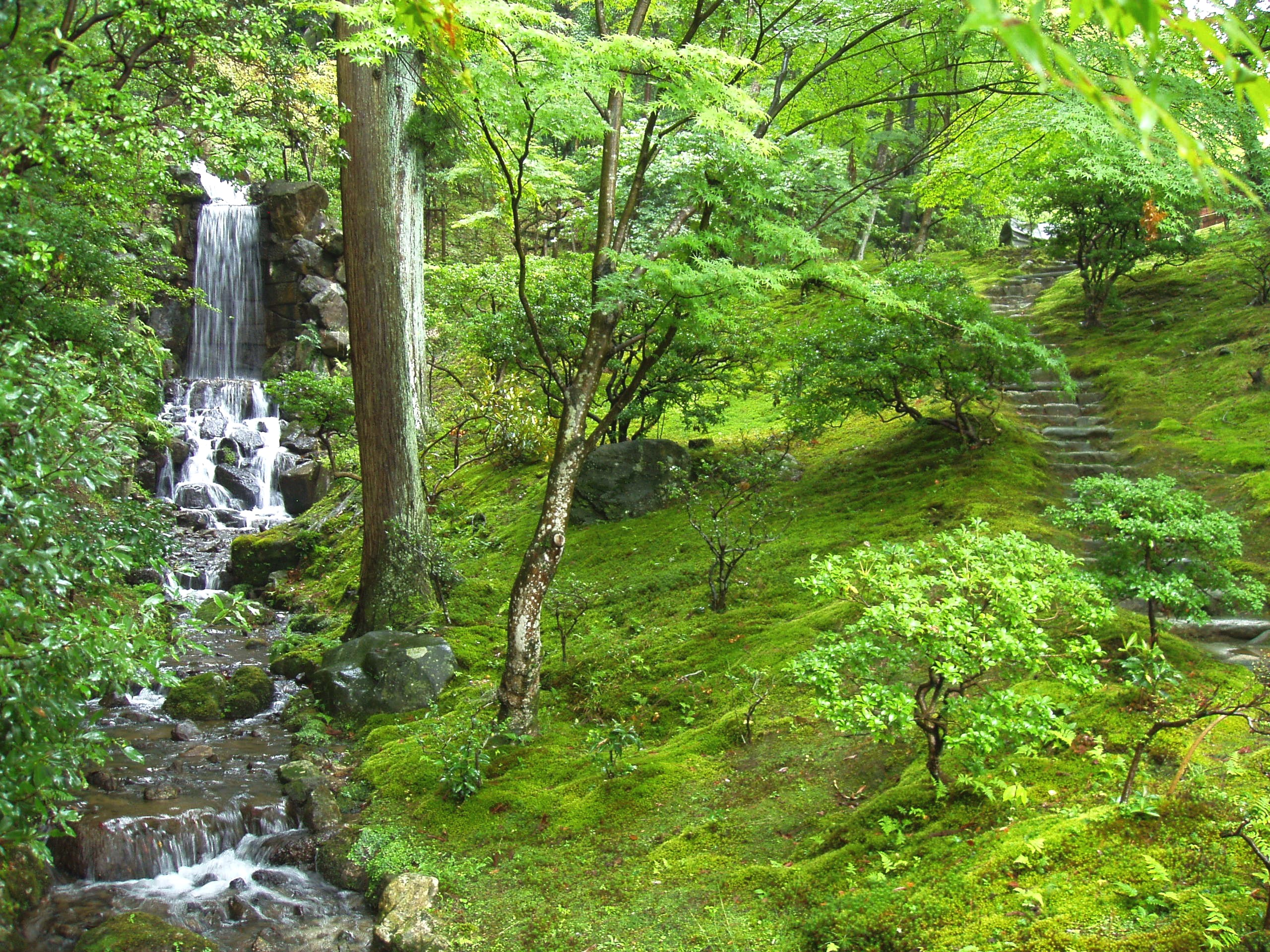
Obere Villa, Wasserfall Odaki